# اوکسانا مارکارووا
اوکسانا سرهییونا مارکارووا ( اوکراینی: Оксана Сергіївна Маркарова; متولد ۲۸ اکتبر ۱۹۷۶) یک سیاستمدار اوکراینی و سفیر فعلی اوکراین در ایالات متحده از فوریه ۲۰۲۱ است.  مارکارووا همچنین وزیر دارایی سابق در دولت ولادیمیر گرویسمن و اولکسی هونچاروک بود. 

## زندگی و تحصیلات
مارکارووا در شهر ریونه به دنیا آمد. پدرش ارمنی-اوکراینی است.   در سال ۱۹۹۹، مارکارووا مدرک کارشناسی ارشد خود را در  رشته محیط زیست در آکادمی کیف-موهیلا دریافت کرد. در سال ۲۰۰۱، او مدرک کارشناسی ارشد خود را در رشته مالیه عمومی و تجارت در دانشگاه ایندیانا به پایان رساند.  

## حرفه
در طی سالهای ۱۹۹۹ و ۱۹۹۸ و از ۲۰۰۳ تا ۲۰۰۱ ، مارکارووا به عنوان مشاور سیاست اقتصادی و مدیر ارتباطات خارجی و شرکتی در صندوق سرمایه گذاری مستقیم ایالات متحده کار کرد. در سال ۲۰۰۰ مارکارووا در ایالات متحده در بانک جهانی در گروه مسئول بازارهای بانکی و مالی در اروپا و آسیای میانه کارآموزی کرد. او بعداً رئیس هیئت مدیره (رئیس) شرکت ITT-Invest و بعداً رئیس هیئت مدیره گروه سرمایه گذاری ITT شد. 
مارکارووا از مارس ۲۰۱۵ به عنوان معاون وزیر دارایی زیر نظر وزرای متوالی ناتالی جارسکو و الکساندر دانیلیوک خدمت کرد.   او در آوریل ۲۰۱۶ به عنوان معاون وزیر دارایی منصوب شد. 
او علاوه بر وظایفش به عنوان معاون وزیر دارایی، در ۸ اوت ۲۰۱۶ نیز به عنوان کمیسر سرمایه گذاری منصوب شد، سمتی که تا زمان برکناری از این سمت در ۱۰ ژانویه ۲۰۱۹ حفظ شد.  در آن زمان، او ایجاد و بهره برداری از دفتر جذب و پشتیبانی سرمایه گذاری اوکراین اینوست را مدیریت کرد  و ایجاد صندوق راه اندازی اوکراین را آغاز کرد.
پس از برکناری اولکساندر دانیلیوک در ۷ ژوئن ۲۰۱۸ به دنبال درگیری با نخست وزیر ولودیمیر گرویسمن   مارکارووا در ۸ ژوئن ۲۰۱۸ به عنوان سرپرست وزیر دارایی منصوب شد.  در ۲۲ نوامبر ۲۰۱۸ پارلمان اوکراین او را به عنوان وزیر دارایی منصوب کرد.  آغاز به کار دولت شمیحال در ۴ مارس ۲۰۲۰ پایان دوره تصدی وی به عنوان وزیر دارایی بود. 
مارکارووا پس از اخراج در هیئت نظارت آکادمی کیف-موهیلا بازگشت. 
در ۲۵ فوریه ۲۰۲۱، رئیس جمهور اوکراین ، ولودیمیر زلنسکی، مارکارووا را به عنوان سفیر اوکراین در ایالات متحده منصوب کرد. 
مارکارووا پس از انتصاب خود گفت که اولویت های اصلی او برای سمت جدید گسترش "همکاری با دولت جو بایدن و گفتگوهای سیاسی بر اساس حمایت گسترده دو حزبی آنها"  و "حداکثر کمک به توسعه شرکت های اوکراینی در ایالات متحده و جذب شرکت های آمریکایی در اوکراین" است. 
در ۵ ژوئیه ۲۰۲۳، وی از سوی رئیس جمهور اوکراین به عنوان سفیر فوق العاده و تام الاختیار اوکراین در آنتیگوا و باربودا منصوب شد. 
در ۲۵ سپتامبر ۲۰۲۴، مایک جانسون ، رئیس مجلس نمایندگان ایالات متحده، پس از بازدید زلنسکی از یک کارخانه مهمات در اسکرانتون ، پنسیلوانیا و حضور چند دموکرات سرشناس، از اوکراین خواست که مارکارووا را به عنوان سفیر در ایالات متحده برکنار کند. جانسون در نامه ای به زلنسکی که خواستار اخراج وی شده بود، مدعی شد که این دیدار نشان دهنده دخالت در انتخابات به نفع حزب دموکرات است. 

## جوایز
مارکارووا در سال ۲۰۱۸ جایزه رهبر را دریافت کرد.
در ۱۶ دسامبر ۲۰۲۰، اوکسانا مارکارووا نشان افتخار ملی فرانسه را دریافت کرد. 
در ۲۸ دسامبر ۲۰۲۲، مارکووا نشان شاهدخت اولگا، درجه ۳ را دریافت کرد.

## زندگی شخصی
مارکارووا با بانکدار و تاجر دنیلو ووتلیز ازدواج کرده است. خانواده چهار فرزند دارند. 